# Bartsch III

Bartsch III

Bartsch III (Barcz III) – kaszubski herb szlachecki. Z powodu specyficznej historii regionu, mimo przynależności do Rzeczypospolitej, rodzina i herb nie zostały odnotowane przez polskich heraldyków.
Istniały inne rodziny tego samego nazwiska, osiadłe w tym samym regionie, ale używające innych herbów (Bartsch, Bartsch II, Bartsch IV).

## Opis herbu
Opis z wykorzystaniem zasad blazonowania, zaproponowanych przez Alfreda Znamierowskiego.
Według Przemysława Pragerta istniały co najmniej cztery warianty tego herbu.
- Barcz III: W polu błękitnym łuk złoty w pas, z cięciwą, na której trzy strzały w wachlarz, pod łukiem półksiężyc srebrny z twarzą, na opak, z gwiazdą złotą pomiędzy rogami. Klejnot: nad hełmem bez korony, półksiężyc z twarzą srebrny, nad którym strzała złota. Labry: błękitne, podbite srebrem.
- Barcz III a: W polu błękitnym dwa półksiężyce srebrne, z twarzą, na opak w słup, nad górnym, większym trzy gwiazdy złote, nad dolnym, mniejszym, trzy strzały złote w wachlarz, pod nim gwiazda złota. Klejnot jak w wariancie podstawowym.
- Barcz III b: Jak III a, zamiast strzał dwie gwiazdy złote w pas.
- Barcz III c: W polu błękitnym dwa półksiężyce srebrne z twarzą, na opak, w słup, wyższy opasuje trzy strzały srebrne w wachlarz, pod dolnym gwiazda złota. Klejnot: jak w poprzednich.

## Najwcześniejsze wzmianki
Herb wymieniany w herbarzu Siebmachera (Nowy Siebmacher). Wariant III a i III b mają pochodzić z XVIII wieku.

## Rodzina Bartsch
Kaszubska rodzina, osiadła w ziemi lęborskiej. Heraldycy mają trudność z odróżnieniem tej rodziny i rodziny używającej herbu Bartsch II. Członkowie obu rodzin mogli nawet zamiennie używać różnych herbów. Ponadto obie rodziny służyły licznie w armii pruskiej i nie ma pewności, która konkretnie posiadała w danym momencie działy we wioskach przypisywanym Barczom ogólnie: Perlinko, Gardkowice, Gniewinko, Sarbsko, Bożepole Małe, Starbienino, Salinko.

## Herbowni
Barcz (Bartsch, Bartusch). Błędnie – Baetschen, Bätsch.